# Siphocampylus ruber
Siphocampylus ruber är en klockväxtart som beskrevs av Brother Alain. Siphocampylus ruber ingår i släktet Siphocampylus och familjen klockväxter.
Artens utbredningsområde är Kuba. Inga underarter finns listade i Catalogue of Life.